# Last game 青春角力賽
《Last game 青春角力賽》是日本漫畫家天乃忍的少女漫畫作品。2011年《LaLa》9月號以短篇集中連載方式刊載，在得到讀者熱烈回應後，開始長期連載。自2012年2月號起、至2016年8月號完結。全56話，單行本11冊。
已改編為廣播劇。

## 故事介紹
柳尚人，原本可以一直過著安逸的生活。但小學五年級時轉來了一個轉學生——九条美琴。

與她的相遇，尚人只能嘗到失敗的滋味，成了萬年第一和萬年第二。一直跟隨美琴的腳步，一路走來十年了，不知不覺敵意轉變了戀愛！

## 登場人物
- 聲優為DRAMA CD版。

### 天文社
柳尚人（聲：木村良平）
本作主角。小學五年級→大學二年級。父親經營大飯店，家境相當富裕，外貌、頭腦、運動永遠在他人的頂端，小學時代甚至也是他的全盛時期，直到遇見了各方面都比自己還要優秀的轉學生九条美琴，這也讓自己從原本的第一名降到萬年的第二名，好勝心強的尚人，為了讓美琴嚐到失敗的滋味，並計劃讓美琴喜歡上自己，然後狠狠甩掉她，讓她哭泣流淚，但事與願違自己卻逐漸喜歡上美琴，在這十年都單戀著美琴，對美琴十分體貼和溫柔，也很容易吃醋，表達出的愛意除了美琴本人沒查覺，全部人都輕易查覺到了，在旁人的眼中，兩人早就是老夫老妻的感覺。曾經因為螢和桃香而覺得自己的感情對美琴而言是多餘，但美琴的母親卻認為是尚人將美琴從一個小世界中帶出來，並認為只有尚人才能成為美琴的老公。在美琴察覺她對自己的感情後兩人的關係比以往更加親密，後來其父親歸來後要求他前往美國繼承事業後一度猶豫，在美琴開解後決定前往美國，同時美琴因誤解以後會無法再與他相見而前往機場向尚人吿白，隨後二人亦正式交往。七年後，兩人在27歲時結婚，他亦終於實現了要在美琴無名指上戴上戒指的夢想，並向美琴作出「挑戰」：假如兩人結婚後美琴過得相當幸福的話就算尚人勝出，如果尚人勝出的話兩人要永遠一起攜手共同永不完結的幸福人生。在最終卷後記中得知曾在婚後一段時間仍未能稱呼美琴的名字，並且在詩織和宮部婚前的一晚中被美琴告知自己快將成為父親。
九美琴（聲：日笠陽子）
本作女主角。小學五年級→大學二年級。家境貧困，不擅打扮因此外貌看起來相當不起眼，直到大學前都是綁著辮子（母親擅長的髮型），有些場合中在別人的幫忙下，打扮起來相當的漂亮。喜愛的父親在其小時候因意外離世，目前與母親同住，也因此非常重視母親，處處為母親著想，一直以來都為了不再失去任何東西而努力，因此同時也比誰都要害怕身邊事物發生改變。學業、運動非常優異（輕易打敗了尚人），有著「鐵之女」的稱號，相較人際、戀愛關係卻顯得相當笨拙、遲鈍，平時也總是面無表情，對尚人的感情一直認為是友情，大學前除了尚人外都沒有朋友，螢的告白也讓她不知所措，甚至因為看見尚人和桃香關係比自己親密後感到痛苦，後來因為桃香的一番話才讓她理解自己其實一直都喜歡尚人。在察覺到自己對尚人的感情後開始主動想更加了解他，亦有多次機會向尚人告白，曾向尚人母親表示希望以後也能和尚人相伴，但也因為害怕一旦告白後不能再和尚人維持朋友的關係而錯失機會，直到尚人要前往美國時終於明白自己不能失去他而前往機場與其告白，隨後二人亦正式交往。七年後，兩人在27歲時結婚並改名為柳美琴，尚人亦終於實現了要在她無名指上戴上戒指的夢想，並被尚人作出「挑戰」：假如兩人結婚後美琴過得相當幸福的話就算尚人勝出，如果尚人勝出的話兩人要永遠一起攜手共同永不完結的幸福人生。在最終卷後記中得知在婚後不久懷上了尚人的小孩，並且在詩織和宮部婚前的一晚中告知尚人快將成為父親而令他感動流淚。
擅長製作料理各種料理，食量、酒量也意外的大。略懂一些防身術能輕易解決小混混。是個音癡，對歌曲的了解僅於童謠的程度。
相馬螢（聲：立花慎之介）
大學一年級新生。相貌可愛，性格平易近人，事實上這性格是為了掩飾自己出身於土氣的鄉下，相反的對於出身富裕的尚人總是抱持著強烈的競爭意識（敵意），經過日久的相處，逐漸了解尚人才解除競爭心。起初為了打擊尚人有意無意的接近美琴，逐漸被她吸引對她產生了好感，並向其告白後遭到拒絕。
與桃香在某些情況下立場相同，有時候會一起合作在尚人跟美琴間搗蛋，有時候也會促進兩人的感情。在57話中透露出目前是單身，畢業後雖然也交過許多女友，但總因各種原因中途被提分手（桃香指出隱藏不住的自卑感跟鄉下氣息）。
藤本詩織（聲：佐倉綾音）
大學二年級生。個子嬌小，是美琴第一個尚人以外的朋友，也是邀請美琴加入天文社人，掌握著天文社實權，為了社團總是盡心盡力。默默的守護美琴和尚人，也希望美琴能多依賴自己一點。與宮部交往中。畢業後在報社工作，在最終卷後記中得知已向宮部求婚，並即將舉行婚禮。
宮部（聲：古川慎）
大學二年級生。天文社的社長，對天文有著無比的熱忱。也是詩織的男朋友。在最終卷後記中得知已被詩織求婚，並即將舉行婚禮。
吉田學長（聲：鈴村健一）
大學三年級生。長相平凡。很常藉酒消愁。對桃香有著好感，時常想她歡心。
橘桃香（聲：加隈亞衣）
聖苑女子學院一年級生。外貌清秀，深受男性歡迎，只想與能和自己匹配的完美男性交往。某次在電車上遭受騷擾，被美琴解救，也因這個契機加入了美琴等人的天文社。
對於家世學歷外貌完美的尚人抱持著好感，向其告白後遭拒絕。對美琴遲遲不應戰感到氣憤。認為相馬同為是失戀的好夥伴，但兩人總是格格不入。
由於父母親過度的溺愛，在高中前一直都是身材肥胖極度自戀的人，直到國中受到男同學的惡言才鍥而不捨的減肥，擺脫肥胖的過去。
在27話透露出畢業後成為女主播，但卻是因其女王個性而受歡迎，本身沒辦法接受自己其他面居然無法受到歡迎，但為了繼續受歡迎以維持女主播的排名只好繼續保持，在尚人跟美琴的婚禮上被相馬嘲笑，雙方互相指出絕對不可能與對方交往。
學長B
大學三年級生。覺得女生都認為理科男生是宅男。
研究生
偶爾露面的角色。也有像宮部一樣豐富的天文知識。

### 其他
九美和（聲：久川綾）
美琴的母親，職業護士。個性看似糊塗，但其實很在乎美琴，對於美琴不多依賴自己感到煩惱。
柳的母親
尚人與涼子的母親。因為尚人很少回家，所以很寂寞。但尚人一回家就與家人一起捉弄尚人。
柳涼子（聲：喜多村英梨）
聖苑女子學院三年級生。尚人的姐姐，是個美女，總擺出高高在上。被尚人說是「徹頭徹尾的S」覺得人生苦短要及時行樂，自己開心就好。認為暴發戶的責任就是要花錢。常欺負尚人，但認為尚人是她認識的男人中最棒的。
早乙女千鶴
美女外加虐待狂。常和涼子針鋒相對，卻也是最喜歡她的人。
寺山雅人
哈佛企管系畢業生。是千鶴的未婚夫，外加被虐狂。
遠藤可奈
美琴的家教學生，早熟的四年級小學生。有比美琴更成熟的戀愛觀。

## 單行本
| 集數 | 白泉社        | 白泉社                                                            | 東立出版社    | 東立出版社             | 风炫文化 | 风炫文化               | 封面人物                      |
| 集數 | 發售日期      | ISBN                                                              | 發售日期      | ISBN                   | 發售日期 | ISBN                   | 封面人物                      |
| ---- | ------------- | ----------------------------------------------------------------- | ------------- | ---------------------- | -------- | ---------------------- | ----------------------------- |
| 1    | 2012年1月4日  | ISBN 978-4-592-18373-0                                            | 2013年2月18日 | ISBN 978-986-324-405-9 | 2025年   | ISBN 978-7-5594-9028-5 | 尚人、美琴                    |
| 2    | 2012年7月5日  | ISBN 978-4-592-18373-0                                            | 2013年5月6日  | ISBN 978-986-324-406-6 | 2025年   | ISBN 978-7-5594-9028-5 | 尚人、美琴                    |
| 3    | 2013年1月4日  | ISBN 978-4-592-18373-0                                            | 2013年8月5日  | ISBN 978-986-324-891-0 | 2025年   | ISBN 978-7-5594-9029-2 | 尚人、螢                      |
| 4    | 2013年7月5日  | ISBN 978-4-592-18373-0                                            | 2014年2月13日 | ISBN 978-986-337-022-2 | 2025年   | ISBN 978-7-5594-9029-2 | 尚人、美琴                    |
| 5    | 2014年1月4日  | ISBN 978-4-592-18373-0                                            | 2014年8月1日  | ISBN 978-986-348-239-0 |          |                        | 尚人、美琴                    |
| 6    | 2014年7月4日  | ISBN 978-4-592-18373-0                                            | 2015年2月12日 | ISBN 978-986-365-399-8 |          |                        | 螢、美琴                      |
| 7    | 2015年1月5日  | ISBN 978-4-592-18373-0                                            | 2015年6月16日 | ISBN 978-986-382-863-1 |          |                        | 尚人、美琴、螢                |
| 8    | 2015年6月5日  | ISBN 978-4-592-19515-3（通常版） ISBN 978-4-592-10560-2（特裝版） | 2015年9月9日  | ISBN 978-986-431-698-4 |          |                        | 美琴（通常版） 尚人（特裝版） |
| 9    | 2015年12月4日 | ISBN 978-4-592-21058-0                                            | 2016年4月22日 | ISBN 978-986-462-806-3 |          |                        | 尚人、美琴                    |
| 10   | 2016年6月3日  | ISBN 978-4-592-21059-7                                            | 2017年2月3日  | ISBN 978-986-470-550-4 |          |                        | 尚人、螢                      |
| 11   | 2016年10月5日 | ISBN 978-4-592-21060-3（通常版） ISBN 978-4-592-10566-4（特裝版） | 2017年6月22日 | ISBN 978-986-482-163-1 |          |                        | 尚人、美琴                    |

## 獲獎
- 2013年《這本漫畫真厲害！》女生篇第6名
- 2019年白泉社漫畫Park AWARD 2019「讀過會上癮的作品排名」男性部門第9名[3]

## 外部連結
- 「Last game 青春角力賽」8卷特裝版附DRAMA CD　天乃忍 | 白泉社（日語）
- Amazon.co.jp: 天乃忍: 本 （页面存档备份，存于）（日語）